# Jonnie Peacock
Jonathan Peacock (Cambridge, Inglaterra, 28 de mayo de 1993) es un corredor de velocidad británico. Siendo amputado, Peacock ganó el oro en los Juegos Paralímpicos de Londres 2012 y los Juegos Paralímpicos de Río de Janeiro 2016, representando a Gran Bretaña en el evento de 100 metros T44 de hombres.

## Biografía

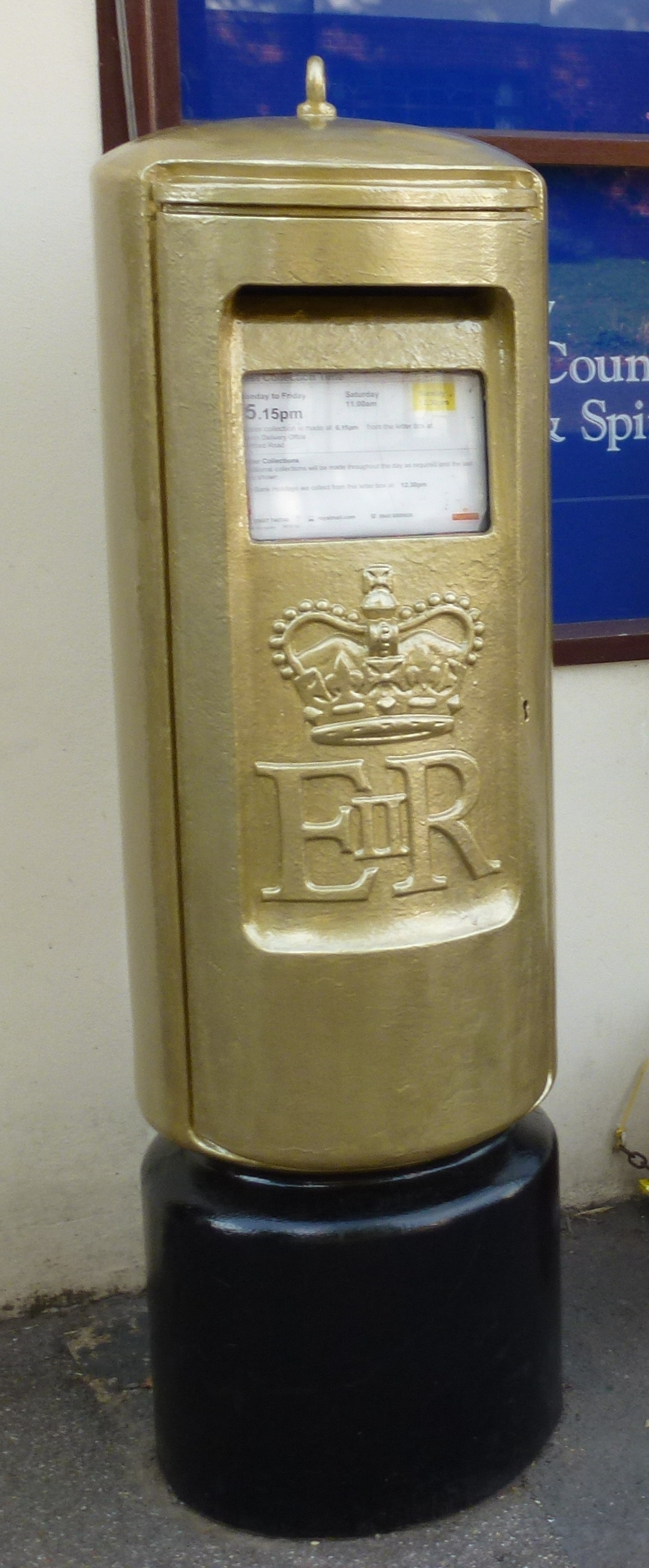
Buzón de oro de Peacock en Doddington, Cambridgeshire

Peacock nació en Cambridge y creció en el pueblo de Shepreth. A la edad de 5 años, contrajo meningitis, resultando que la enfermedad mate los tejidos de su pierna derecha, que luego fue amputada justo debajo de la rodilla. Queriendo jugar al fútbol, fue dirigido a un día de talento deportivo paralímpico cuando preguntó sobre el deporte de discapacidad en el hospital que le servía de prótesis. Su madre lo llevaría a la escuela cuando su muñón muy corto estaba demasiado dolorido para usar su pierna protésica. Peacock se refiere a su tocón como su «pierna de salchicha».
Peacock realizó su primera carrera internacional en la Copa Mundial Paralímpica en Mánchester en mayo de 2012. En junio de 2010, Peacock estableció un nuevo récord mundial de 100 metros en los amputados que corrieron en los ensayos de pista y campo paralímpicos de los Estados Unidos, registrando un tiempo de 10,85 segundos para batir el récord anterior de Marlon Shirley de 0,06 segundos. Este récord fue batido en julio de 2013 en elEste récord fue batido en julio de 2013 en el Campeonato del Mundo de Atletismo del IPC 2013 en el Stade du Rhône en Lyon, cuando el atleta estadounidense Richard Browne registró un tiempo de 10.83 en las semifinales T44 100 m.
En los Juegos Paralímpicos de Londres 2012, Peacock ganó la final de los 100 m T44 con un tiempo de 10.90 segundos, reclamando el oro y el récord paralímpico en el proceso. El triunfo hizo que su entrenador, Dan Pfaff, sea el único hombre que haya entrenado a los medallistas de oro de 100 metros en los Juegos Olímpicos y Paralímpicos; Pfaff entrenó a Donovan Bailey, de Canadá, el medallista de oro en los Juegos Olímpicos de 1996 en Atlanta.
Peacock se retiró del Campeonato Mundial de Atletismo del IPC 2015 debido a una llaga en su muñón que se desarrolló durante el verano.
En los Juegos Paralímpicos de Río de Janeiro 2016, Peacock defendió su título, ganando el oro en los 100 m T44, en 10.81 segundos.
El 21 de agosto de 2017 Peacock fue confirmado como concursante en la serie 15 del programa de BBC One, Strictly Come Dancing, convirtiéndose en el primer amputado en competir en la serie. Emparejado con Oti Mabuse, fueron la octava pareja en ser eliminada, en el show en Blackpool.

## Vida personal
La novia de Peacock es la también paralímpica Sally Brown, de Irlanda del Norte.

## Honores
Peacock fue nombrado Miembro de la Orden del Imperio Británico (MBE) en los Honores del Año Nuevo 2013 por sus servicios en el atletismo.